# 克罗讷
克罗讷（法語：Crosne，法語發音：[kʁon] ⓘ）是法国法兰西岛大区埃松省的一个市镇，位于巴黎市区东南部，属于埃夫里区。

## 地理
克罗讷（48°42'53"N, 2°27'40"E）面积2.48 平方千米，位于法国法蘭西島大區埃松省，该省份为法国北部内陆省份，北起上塞纳省和马恩河谷省，西接厄尔-卢瓦省和伊夫林省，南至卢瓦雷省，东临塞纳-马恩省。
与克罗讷接壤的市镇（或旧市镇、城区）包括：瓦朗通、蒙热龙、耶尔、圣乔治新城。
克罗讷的时区为UTC+01:00、UTC+02:00（夏令时）。

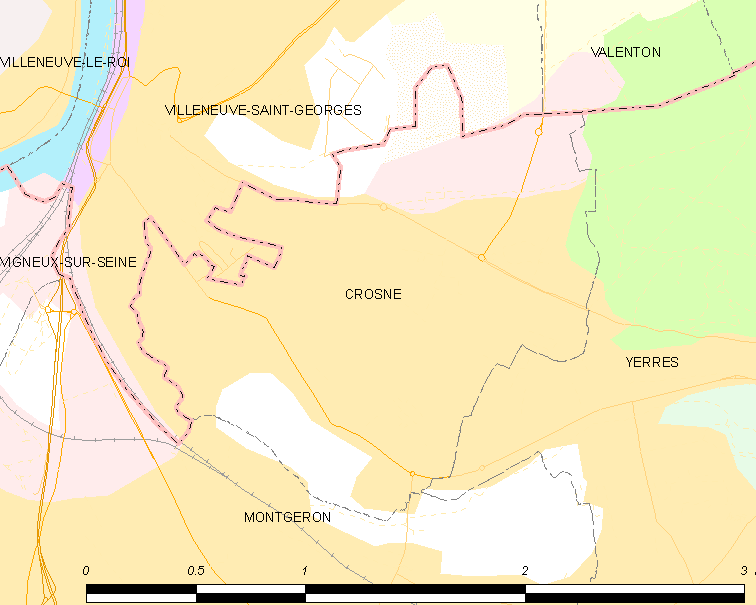
克罗讷的OSM定位图

## 行政
克罗讷的邮政编码为91560，INSEE市镇编码为91191。

## 政治
克罗讷所属的省级选区为塞纳河畔维尼厄县。

## 人口

1962-2008年间克罗讷人口变化图示

克罗讷于2022年1月1日时的人口数量为9606人。